# ROCS Chi Kuang
Le ROCS Chi Kuang (en chinois traditionnel : 繼光 ; pinyin : Jì Guāng) est une frégate de classe Cheng Kung de la Marine de la république de Chine.

## Caractéristiques
Le Chi Kuang est de classe Cheng Kung (virtuellement identique à la classe Oliver Hazard Perry de l'US Navy), soit un navire chargé des missions de reconnaissance et d'entraînement au combat.

## Construction
Le Chi Kuang est le troisième exemplaire de la commande initiale de huit frégates de classe Cheng Kung, formalisée le 8 mai 1989.
Il a été réalisé sur un des chantiers navals de la société CSBC Corporation à partir du 4 octobre 1991, pour un lancement le 27 septembre 1993 et une mise en service en mai 1995,.
Les sept premières frégates portent toutes le nom de généraux et guerriers chinois ; le Chi Kuang doit son nom à Qi Jiguang, général du XVIe siècle.

## Utilisation
Il est stationné à la base navale de Zuoying.